# Brigitte Fassbaender
Brigitte Fassbaender, née le 3 juillet 1939 à Berlin, est une mezzo-soprano allemande, chanteuse d'opéras et de Lieder. 

## Biographie
Fille du baryton Willi Domgraf-Fassbaender et de l'actrice Sabine Peters, elle étudie le chant avec son père au Conservatoire de  Nuremberg de 1957 à 1961.
Fassbaender débuta à l'Opéra de Munich en 1961. Elle en resta membre de la troupe pendant des décennies, avant de se mettre à la mise en scène. Elle apparut fréquemment au Festival de Salzbourg.
Dotée d'un physique séduisant avec ses grands yeux bruns et sa silhouette élancée, Fassbaender était au zénith de sa carrière dans les années 1970, où elle chantait Carmen, Octavian et Brangäne sur toutes les scènes du monde. Elle chantait également les arias de contralto dans les passions de Jean-Sébastien Bach.
Elle termine sa carrière sur un succès en interprétant Klytemnestra dans Elektra de Richard Strauss au Metropolitan Opera de New York en 1995. Elle mène depuis une carrière de metteur en scène d'opéra et occasionnellement de récitante (Gurre-Lieder de Schoenberg en septembre 2007).

### Vie privée
Brigitte Fassbaender est ouvertement lesbienne.

## Distinctions
- International Opera Award pour l'ensemble de sa carrière (2016)[2].

## Discographie

### Opéra
- Récital d'airs célèbres, dir. Hans Graf (Orfeo)
- Alban Berg :
  - Lulu (la comtesse Geschwitz), dir. Christoph von Dohnányi, avec Anja Silja et Hans Hotter (Decca)
  - Lulu (la comtesse Geschwitz), dir. Jeffrey Tate, avec Patricia Wise et Hans Hotter (EMI)
- Georges Enesco, Œdipe (Jocaste), dir. Lawrence Foster, avec José van Dam, Gabriel Bacquier, Marjana Lipovšek, Barbara Hendricks et Nicolai Gedda (EMI)
- Charles Gounod, Faust (Marthe), dir. Carlo Rizzi, avec Jerry Hadley, Cecilia Gasdia et Samuel Ramey (Teldec)
- Engelbert Humperdinck, Hänsel und Gretel, dir. Georg Solti, avec Lucia Popp et Walter Berry (Decca)
- Jules Massenet, Werther (Charlotte), dir. Jesús López Cobos, avec Plácido Domingo (concert, Orfeo)
- Wolfgang Amadeus Mozart :
  - Così fan tutte (Dorabella), dir. Karl Böhm, avec Gundula Janowitz, Peter Schreier, Hermann Prey et Dietrich Fischer-Dieskau (concert 1972, Opera d'oro)
  - La clemenza di Tito (Annio), dir. István Kertész, avec Teresa Berganza, Maria Casula, Lucia Popp et Werner Krenn (Decca)
  - La finta giardiniera (Don Ramiro), dir. Leopold Hager, avec Thomas Moser (Philips)
- Jacques Offenbach :
  - Die schöne Helena (Orestes), dir. Willy Mattes, avec Nicolai Gedda (Warner)
- Hans Pfitzner :
  - Palestrina, dir. Rafael Kubelík, avec Nicolai Gedda et Dietrich Fischer-Dieskau (Deutsche Grammophon)
  - Palestrina, dir. Joseph Keilberth, avec Hans Hotter (concert, Orfeo)
- Giacomo Puccini, Manon Lescaut (chanteur), dir. Giuseppe Sinopoli, avec Mirella Freni et Plácido Domingo (Deutsche Grammophon)
- Johann Strauss II :
  - La Chauve-Souris (Orlovsky), dir. André Previn, avec Kiri Te Kanawa et Edita Gruberová (Philips)
  - La Chauve-Souris, dir. Theodor Guschlbauer, avec Lucia Popp, Edita Gruberová et Walter Berry, mise en scène d'Otto Schenk (DVD TDK)
- Richard Strauss :
  - Le Chevalier à la rose (Octavian), dir. Carlos Kleiber, avec Claire Watson, Lucia Popp et Karl Ridderbusch (concert, 1973, Opera d'Oro)
  - Le Chevalier à la rose (Octavian), dir. Carlos Kleiber, avec Gwyneth Jones et Lucia Popp (DVD Deutsche Grammophon)
  - Elektra (Clytemnestre), dir. Claudio Abbado, avec Éva Marton, Cheryl Studer, James King, Franz Grundheber (de) (DVD Arthaus Musik)
  - Salomé (Herodias), dir. Zubin Mehta, avec Éva Marton (Sony)
  - Capriccio (Clairon), dir. Ulf Schirmer, avec Kiri Te Kanawa et Hans Hotter (Decca)
- Giuseppe Verdi :
  - Rigoletto (Maddalena), dir. Giuseppe Sinopoli, avec Neil Shicoff, Renato Bruson et Edita Gruberova (Philips Classics)
  - Le Trouvère (Azucena), dir. Carlo Maria Giulini, avec Plácido Domingo et Rosalind Plowright (Deutsche Grammophon)
  - Aida (Amneris), dir. Riccardo Muti, avec Plácido Domingo et Anna Tomowa-Sintow (concert, Orfeo)
- Richard Wagner :
  - Les Maîtres Chanteurs de Nuremberg (Magdalene), dir. Rafael Kubelík, avec Thomas Stewart, Sándor Kónya et Gundula Janowitz (concert)
  - Tristan et Isolde (Brangäne), dir. Carlos Kleiber, avec Margaret Price, René Kollo et Dietrich Fischer-Dieskau (DG)
  - La Walkyrie (Waltraute), dir. Georg Solti, avec Birgit Nilsson, Hans Hotter, Régine Crespin, James King, Christa Ludwig et Gottlob Frick (Decca)

### Lied, musique vocale profane
- Hector Berlioz, Roméo et Juliette, (symphonie dramatique), Nicolai Gedda, John Shirley-Quirk, Wienner Staatsopernchor, ORF Chor und Symphonieorchester, dir. Lamberto Gardelli (Orféo)
- Ludwig van Beethoven, Symphonie n° 9, dir. Karl Böhm, avec Jessye Norman, Plácido Domingo et Walter Berry (Deutsche Grammophon)
- Alban Berg, Vier Lieder op. 2, piano John Wustmann (Arts Music)
- Johannes Brahms :
  - Rhapsodie pour alto, dir. Giuseppe Sinopoli (Deutsche Grammophon)
  - Zigeunerlieder, piano Karl Engel (EMI)
  - Quatre chants sérieux (Vier ernste Gesänge), piano Elisabeth Leonskaïa (Teldec)
  - Lieder, piano Irwin Gage (Arts ou Acanta)
  - Liebeslieder-Walzer op. 52 & 65, dir. Wolfgang Sawallisch, avec Edith Mathis, Peter Schreier et Dietrich Fischer-Dieskau (DG)
- Antonín Dvořák, Zigeunermelodien op. 55, piano Karl Engel (EMI)
- Franz Liszt & Richard Strauss, Lieder, piano Irwin Gage (Deutsche Grammophon)
- Gustav Mahler :
  - Le Chant de la terre (Das Lied von der Erde), dir. Carlo Maria Giulini, avec Francisco Araiza (studio Deutsche Grammophon et concert, Orfeo)
  - Le Chant de la terre (Das Lied von der Erde), version pour piano, avec Thomas Moser et Cyprien Katsaris (Teldec)
  - Das klagende Lied, Kindertotenlieder, Rückert-Lieder, Lieder eines fahrenden Gesellen, trois Lieder de Des Knaben Wunderhorn, dir. Riccardo Chailly (Decca)
  - Six lieder de Des Knaben Wunderhorn - avec John Wustmann, piano (Arts Music)
  - Lieder, piano Irwin Gage (EMI)
- Gustav Mahler, Lieder eines fahrenden Gesellen - Symphonie n° 2, dir. Giuseppe Sinopoli (Deutsche Grammophon)
- Felix Mendelssohn, Lieder, piano Erik Werba (EMI)
- Modeste Moussorgski, Chants et danses de la mort, dir. Neeme Järvi (Deutsche Grammophon)
- Claus Ogermann, Tagore-Lieder, piano John Wustmann (Arts Music)
- Arnold Schönberg :
  - Das Buch der hängenden Gärten (Le Livre des jardins suspendus), piano Aribert Reimann (EMI)
  - Gurre-Lieder (Waldtaube), dir. Riccardo Chailly avec Siegfried Jerusalem, Susan Dunn et Hans Hotter (Decca)
- Franz Schubert :
  - Voyage d'hiver (Winterreise), piano Aribert Reimann (octobre 1988, EMI)
  - Le Chant du cygne, piano Irwin Gage (DG)
  - La Belle Meunière (Die schöne Müllerin), piano Aribert Reimann (DG)
  - Lieder, piano Erik Werba (EMI)
  - Lieder, piano Graham Johnson (Hyperion)
  - Ständchen(Zögernd leise), op. 920 piano Wolfgang Sawallisch Capella Bavariae
- Robert Schumann :
  - Le Paradis et la Péri, dir. Henryk Czyz, avec Edda Moser et Nicolai Gedda (EMI)
  - L'amour et la vie d'une femme, Liederkreis op. 24, Tragödie op. 64/3, piano Irwin Gage (Deutsche Grammophon)
  - Les Amours du poète (Dichterliebe), piano Aribert Reimann (EMI)
  - Liederkreis op. 39, piano Elisabeth Leonskaïa (Teldec)
  - Lieder, piano Erik Werba (studio EMI et concert, Orfeo)
- Kurt Weill, Les Sept Péchés capitaux, dir. Cord Garben (Harmonia Mundi)
- Hugo Wolf :
  - Lieder, piano Erik Werba (EMI)
  - Mörike Lieder, piano Jean-Yves Thibaudet (Decca)

### Musique sacrée
- Bach :
  - Oratorio de Noël - Elly Ameling, soprano ; Brigitte Fassbaender, alto ; Horst R. Laubenthal, ténor & évangéliste ; Hermann Prey, basse ; Orchestre symphonique de la radio bavaroise, dir. Eugen Jochum (février 1973, Phillips) (OCLC 53255199)
  - Passion selon saint Jean - Helen Donath, soprano ; Brigitte Fassbaender, contralto ; Claes H. Ahnsjö, ténor ; Roland Hermann, baryton ; Robert Holl, basse ; Orchestre symphonique de la radio bavaroise, dir. Wolfgang Gönnenwein (mars/avril 1980, EMI) (OCLC 829683773)
  - Messe en si mineur - Helen Donath, soprano ; Brigitte Fassbaender, contralto ; Claes H. Ahnsjö, ténor ; Roland Hermann, baryton ; Robert Holl, basse ; Orchestre symphonique de la radio bavaroise, dir. Eugen Jochum (mars/avril 1980, EMI) (OCLC 809792941)
- Beethoven, Missa solemnis, dir. Rafael Kubelík, avec Helen Donath, Peter Schreier et John Shirley-Quirk (10 mars 1977, Orfeo) (OCLC 990145464)
- Franck, Les Béatitudes - Jessye Norman, soprano ; Brigitte Fassbaender, mezzo-soprano ; Birgit Finnilä, alto ; René Kollo, Kimmo Lappalainen, ténors ; Dietrich Fischer-Dieskau, baryton ; Raffaele Arié et Karl-Christian Kohn, basses, Orchestre symphonique de la radio bavaroise, dir. Rafael Kubelík (25 janvier 1974, Gala) (OCLC 40514648)
- Schubert, Messe D.678 et Tantum ergo D.962 - Orchestre symphonique de la radio bavaroise, dir. Wolfgang Sawallisch (janvier 1980 et décembre 1981, EMI) (OCLC 855871949)